# Jeroen Lenssinck
Jeroen Lenssinck, (Utrecht, 1969) is een Nederlands beeldend kunstenaar uit Krakow.
Lenssinck komt uit een familie van kunstenaars. Hij is de zoon van kunstenaar Willem Lenssinck en zijn grootvader was schilder Piet Vermeulen. Kunstenares Lia Laimböck is een halfzus van Jeroen.

## Opleiding
Met zijn diploma van het Montessori Lyceum Herman Jordan studeerde Jeroen van 1988 - 1990 Geschiedenis aan de Rijksuniversiteit Utrecht. Van 1990 tot 1993 ging hij naar de Kunstacademie in 's-Hertogenbosch.

## Kunstenaar

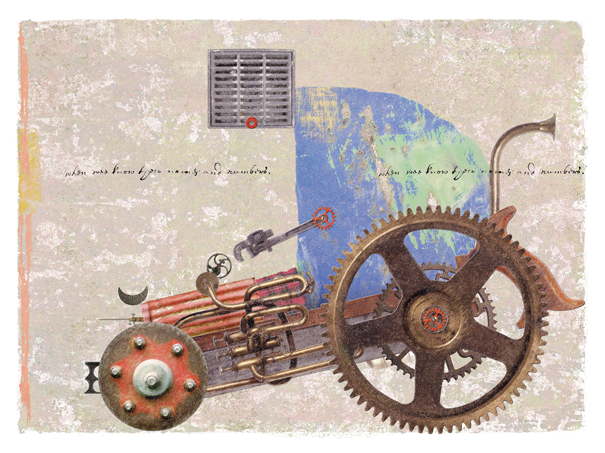
Female driver (2007)

Na veel tekenwerk en schilderen maakt hij sinds 2006 grafiek. Met fotografie bewerkt hij vaak oude materialen. Door meerdere lagen samen te voegen en te veranderen ontstaan verschillende texturen en effecten. Deze grafieken worden daarna via giclée-techniek vermeerderd en bewerkt met oliepastels. De grafieken zijn daardoor steeds anders dan de voorafgaande.

## Reclame
Toen hij begin 1993 naar Polen verhuisde, was het land in een fase van aanpassing aan een kapitalistisch systeem. Reclame en vormgeving waren daar nog in een vroeg stadium van ontwikkeling. Lenssinck werkte er oorspronkelijk als designer en artdirector. Later begon hij er een eigen reclamebureau. Van 2006 tot 2011 gaf hij workshops aan de Universiteit van Katowice.
In 2000 won hij de Grand Prix voor de beste advertentiecampagne op het Kracause Film Festival voor Simplus mobiele telefoons. Datzelfde jaar kreeg hij een bronzen Effie voor de meest effectieve campagne voor datzelfde product. In 2003 won hij nogmaals een bronzen Effie.